# Organizzazione dell'Esercito Italiano

Stemma dell'Esercito Italiano

L'organizzazione dell'Esercito Italiano è la seguente.

## Organizzazione

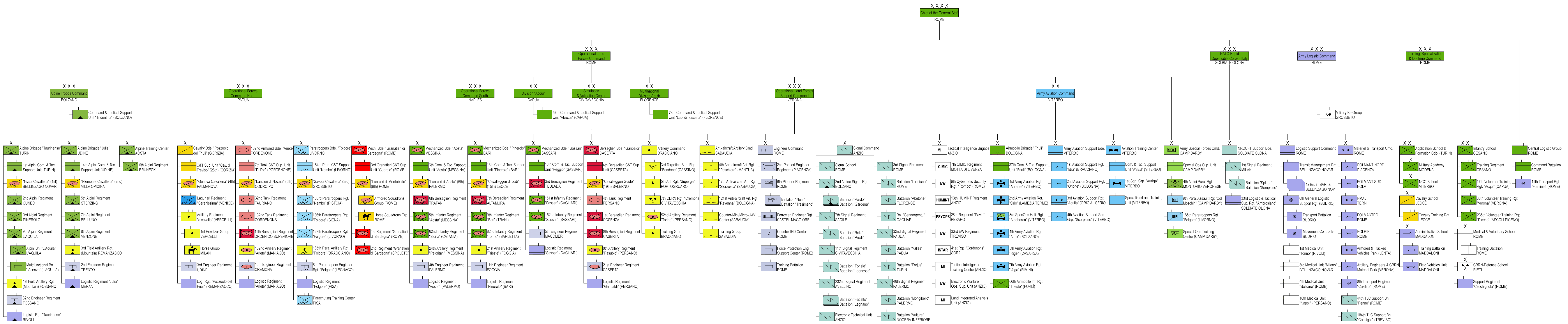
Struttura dell'Esercito Italiano nel 2024

Stato maggiore dell'Esercito, a Roma
- Comando delle forze operative terrestri, a Roma
- Comando per la formazione, specializzazione e dottrina dell'Esercito, a Roma
- Comando logistico dell'Esercito, a Roma
- NATO Rapid Deployable Corps - Italy, a Solbiate Olona
- Centro unico stipendiale dell'Esercito, a Roma
- Raggruppamento Logistico Centrale, a Roma
  - Reparto Comando, a Roma (supporto logistico allo Stato Maggiore dell'Esercito)
  -  11º Reggimento Trasporti "Flaminia", a Roma
- Comando C4 Esercito, a Roma
  - Reparto Sviluppo e Integrazione Sistemi C4, a Padova
  - Nucleo Ripristino Sistemi, a Firenze
- Centro di selezione e reclutamento nazionale dell'Esercito, a Foligno
- Centro sportivo olimpico dell'Esercito, a Roma

### Comando Delle Forze Operative Terrestri

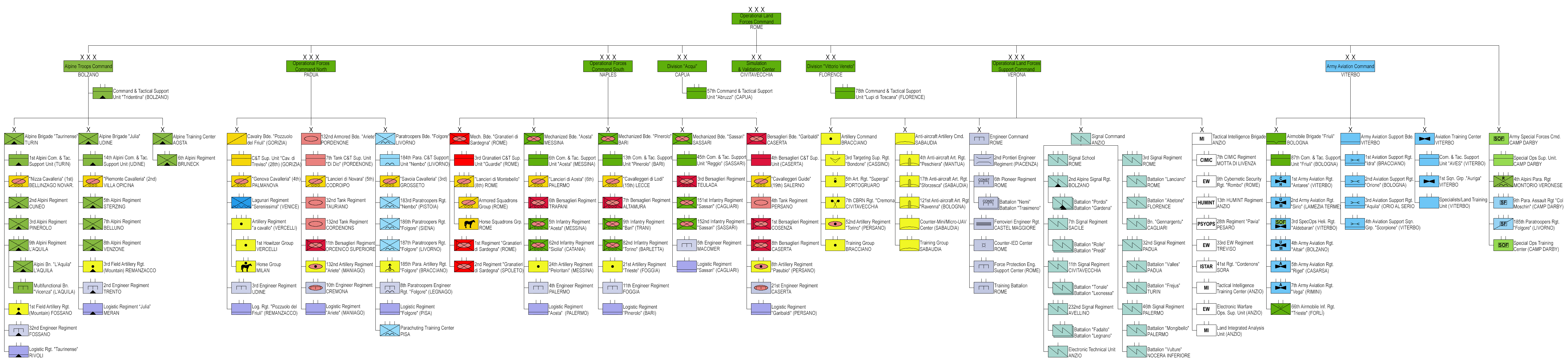
Comando delle Forze Operative Terrestri 2024

Il Comando Operativo delle Forze Terrestri (COMFOTER), a Roma è elemento di organizzazione dell'Esercito responsabile dell'indirizzo delle attività di approntamento e costituisce lo staff per il Capo di Stato Maggiore Esercito per le problematiche connesse alla generazione delle forze per le operazioni, l'addestramento, l'approntamento. Ha sede a Roma.
- Comando delle forze operative terrestri (COMFOTER), a Roma
  -  Divisione "Acqui", a Capua
    -  57º Reparto Comando e Supporti Tattici "Abruzzi"

  -  Divisione "Vittorio Veneto", a Firenze
    -  78º Reparto Comando e Supporti Tattici "Lupi di Toscana"

  -  Comando delle forze speciali dell'Esercito - COMFOSE, a Pisa
    -  4º Reggimento alpini paracadutisti - unità di Forze Speciali, a FS, a Verona
    -  9º Reggimento d'assalto paracadutisti "Col Moschin" - unità di Forze Speciali, a FS, a Livorno
    -  185º Reggimento paracadutisti ricognizione acquisizione obiettivi "Folgore" - unità di Forze Speciali, a FS, a Livorno

  -  Centro di Simulazione e Validazione dell'Esercito, a Civitavecchia
  - Comandante Area Territoriale del COMFOTER
    -  Comando Militare Esercito "Sardegna", a Cagliari
      -  1º Reggimento corazzato, a Capo Teulada

    -  80º Reggimento "Roma", a Monte Romano
    -  Istituto geografico militare, a Firenze
    -  Organizzazione penitenziaria militare, a Santa Maria Capua Vetere
    - Banda musicale dell'Esercito Italiano
    - Museo storico dei bersaglieri, a Roma
    - Centro Gestione Archivi

#### Comando Truppe Alpine
Il "Comando truppe alpine" o COMTA è dislocato nella città di Bolzano e inquadra le Brigate alpine, e il Centro addestramento alpino. Erede del 4º Corpo d'armata alpino, oggi è costituito dai seguenti reparti:
- Comando truppe alpine (COMTA), a Bolzano
  -  Divisione "Tridentina", a Bolzano
    - Reparto Comando e Supporti Tattici "Tridentina", a Bolzano

  -  Brigata alpina "Taurinense", a Torino
    -  1º Reparto Comando e Supporti Tattici Alpini, a Torino
    -  Reggimento "Nizza Cavalleria" (1º), a Bellinzago Novarese
    -  2º Reggimento alpini, a Cuneo
    -  3º Reggimento alpini, a Pinerolo
    -  9º Reggimento alpini, a L'Aquila
      -  Battaglione alpini "L'Aquila"
      -  Battaglione multifunzionale "Vicenza"

    -  1º Reggimento artiglieria terrestre, a montagna, a Fossano
    -  32º Reggimento genio guastatori, a Fossano
    -  Reggimento logistico "Taurinense", a Rivoli

  -  Brigata alpina "Julia", a Udine
    -  14º Reparto Comando e Supporti Tattici Alpini, a Udine
    -  Reggimento "Piemonte Cavalleria" (2º), a Trieste
    -  5º Reggimento alpini, a Vipiteno
    -  7º Reggimento alpini, a Belluno
    -  8º Reggimento alpini, a Venzone
    -  3º Reggimento artiglieria terrestre, a montagna, a Remanzacco
    -  2º Reggimento genio guastatori, a Trento
    -  Reggimento logistico "Julia", a Merano

  -  Centro addestramento alpino, a Aosta
    -  6º Reggimento alpini, a Brunico
    -  Reparto attività sportive, a Courmayeur
    -  Raggruppamento addestrativo, a Aosta

  -  Comando Militare Esercito "Liguria", a Genova
  -  Comando Militare Esercito "Lombardia", a Milano
  -  Comando Militare Esercito "Piemonte", a Torino

#### Comando Forze Operative Nord
- Comando Forze Operative Nord (COMFOD Nord), a Padova
  -  Brigata di cavalleria "Pozzuolo del Friuli", a Gorizia
    -  Reparto Comando e Supporti Tattici "Cavalleggeri di Treviso" (28º), a Gorizia
    -  Reggimento "Genova Cavalleria" (4º), a Palmanova
    -  Reggimento lagunari "Serenissima", a Mestre
    -  Reggimento artiglieria terrestre "a Cavallo", a Vercelli
    -  3º Reggimento genio guastatori, a Udine
    -  Reggimento logistico "Pozzuolo del Friuli", a Remanzacco

  -  132ª Brigata corazzata "Ariete", a Pordenone
    -  7º Reparto Comando e Supporti Tattici Carri "M.O. di Dio", a Pordenone
    -  Reggimento "Lancieri di Novara" (5º), a Codroipo
    -  11º Reggimento bersaglieri, a Orcenico Superiore
    -  32º Reggimento carri, a Tauriano di Spilimbergo
    -  132º Reggimento carri, a Cordenons
    -  132º Reggimento artiglieria terrestre "Ariete", a Maniago
    -  10º Reggimento genio guastatori, a Cremona
    -  Reggimento logistico "Ariete", a Maniago

  -  Brigata paracadutisti "Folgore", a Livorno
    - 184º Reparto Comando e Supporti Tattici Paracadutisti "Nembo", a Livorno
    -  Reggimento "Savoia Cavalleria" (3º), a Grosseto
    -  183º Reggimento paracadutisti "Nembo", a Pistoia
    -  186º Reggimento paracadutisti "Folgore", a Siena
    -  187º Reggimento paracadutisti "Folgore", a Livorno
    -  185º Reggimento artiglieria paracadutisti "Folgore", a Bracciano
    -  8º Reggimento genio guastatori paracadutisti "Folgore", a Legnago
    -  Reggimento logistico "Folgore", a Pisa
    -  Centro addestramento di paracadutismo, a Pisa

  -  Comando Militare Esercito "Abruzzo Molise", a L'Aquila
  -  Comando Militare Esercito "Emilia-Romagna", a Bologna
  -  Comando Militare Esercito "Friuli Venezia Giulia", a Trieste
  -  Comando Militare Esercito "Marche", a Ancona
  -  Comando Militare Esercito "Umbria", a Perugia

#### Comando Forze Operative Sud
- Comando Forze Operative Sud (COMFOD Sud), a Napoli
  -  Brigata meccanizzata "Granatieri di Sardegna", a Roma
    -  3º Reparto comando e supporti tattici "Guardie", a Roma
    -  Reggimento "Lancieri di Montebello" (8º), a Roma
    -  1º Reggimento "Granatieri di Sardegna", a Roma
    -  2º Reggimento "Granatieri di Sardegna", a Spoleto

  -  Brigata meccanizzata "Aosta", a Messina
    -  6º Reparto comando e supporti tattici "Aosta", a Messina
    -  Reggimento "Lancieri di Aosta" (6º), a Palermo
    -  5º Reggimento fanteria "Aosta", a Messina
    -  6º Reggimento bersaglieri, a Trapani
    -  62º Reggimento fanteria "Sicilia", a Catania
    -  24º Reggimento artiglieria terrestre "Peloritani", a Messina
    -  4º Reggimento genio guastatori, a Palermo
    -  Reggimento logistico "Aosta", a Palermo

  -  Brigata meccanizzata "Pinerolo", a Bari
    -  13º Reparto Comando e Supporti Tattici "Pinerolo", a Bari
    -  Reggimento "Cavalleggeri di Lodi" (15º), a Lecce
    -  7º Reggimento bersaglieri, a Altamura
    -  9º Reggimento fanteria "Bari", a Trani
    -  82º Reggimento fanteria "Torino", a Barletta
    -  21º Reggimento artiglieria terrestre "Trieste", a Foggia
    -  11º Reggimento genio guastatori, a Foggia
    -  Reggimento logistico "Pinerolo", a Bari

  -  Brigata meccanizzata "Sassari", a Sassari
    -  45º Reparto Comando e Supporti Tattici "Reggio", a Sassari
    -  3º Reggimento bersaglieri, a Capo Teulada
    -  151º Reggimento fanteria "Sassari", a Cagliari
    -  152º Reggimento fanteria "Sassari", a Sassari
    -  5º Reggimento genio guastatori, a Macomer
    -  Reggimento logistico "Sassari", a Cagliari

  -  Brigata bersaglieri "Garibaldi", a Caserta
    -  4º Reparto Comando e Supporti Tattici Bersaglieri, a Caserta
    -  Reggimento "Cavalleggeri Guide" (19º), a Salerno
    -  4º Reggimento carri, a Persano
    -  1º Reggimento bersaglieri, a Cosenza
    -  8º Reggimento bersaglieri, a Caserta
    -  8º Reggimento artiglieria terrestre "Pasubio", a Persano
    -  21º Reggimento genio guastatori, a Caserta
    -  Reggimento logistico "Garibaldi", a Persano

  -  Comando Militare Esercito Basilicata, a Potenza
  -  Comando Militare Esercito Calabria, a Catanzaro
  -  Comando Militare Esercito Puglia, a Bari
  -  Comando Militare Esercito "Sicilia", a Palermo

#### Comando delle Forze Operative Terrestri di Supporto

Comando delle Forze Operative Terrestri di Supporto a partire dal 2022

Il Comando delle Forze Operative Terrestri di Supporto è deputato alla gestione di tutti i Comandi delle Armi di supporto al combattimento della forza armata. Ha sede a Verona.
- Comando delle Forze Operative Terrestri di Supporto (COMFOTER SUPPORT), a a Verona
  -  Comando artiglieria, a Bracciano
    -  3º Reggimento Supporto Targeting “Bondone”, a Cassino[2]
    -  5º Reggimento artiglieria terrestre "Superga", a Portogruaro
    -  7º Reggimento difesa CBRN "Cremona", a Civitavecchia
    -  52º Reggimento artiglieria "Torino", a Persano
    -  Gruppo addestrativo, a Bracciano

  -  Comando artiglieria controaerei, a Sabaudia
    -  4º Reggimento artiglieria controaerei "Peschiera", a Mantova
    -  17º Reggimento artiglieria controaerei "Sforzesca", a Sabaudia
    -  121º Reggimento artiglieria contraerei "Ravenna", a Bologna
    -  Gruppo Addestrativo, a Sabaudia
    -  Centro di Eccellenza Counter-Mini/Micro APR, a Sabaudia

  -  Comando genio, a Roma
    -  2º Reggimento genio pontieri, a Piacenza
    -  6º Reggimento genio pionieri, a Roma
      - Battaglione "Nemi", in Rome-Cecchignola
      - Battaglione "Trasimeno", in Rome-Cecchignola

    -  Reggimento genio ferrovieri, a Bologna
    -  Battaglione addestrativo, a Roma
    - Centro di Eccellenza Counter IED, a Roma

  -  Comando trasmissioni, a Anzio
    -  2º Reggimento trasmissioni alpino, a Bolzano
      -  Battaglione "Gardena", a Bolzano
      -  Battaglione "Pordoi", a Bolzano

    -  3º Reggimento trasmissioni, a Roma
      -  Battaglione "Lanciano", a Roma
      -  Battaglione "Abetone", a Firenze
      -  Battaglione "Gennargentu", a Cagliari

    -  7º Reggimento trasmissioni, a Sacile
      -  Battaglione "Rolle", a Sacile
      -  Battaglione "Predil", a Sacile

    -  11º Reggimento trasmissioni, a Civitavecchia
      -  Battaglione "Leonessa", a Civitavecchia
      -  Battaglione "Tonale", a Civitavecchia

    -  32º Reggimento trasmissioni, a Padova
      -  Battaglione "Valles", a Padova
      -  Battaglione "Frejus", a Torino

    -  46º Reggimento trasmissioni, a Palermo
      -  Battaglione "Mongibello", a Palermo
      -  Battaglione "Vulture", a Nocera Inferiore

    -  232º Reggimento trasmissioni, a Avellino
      -  Battaglione "Fadalto", a Avellino
      - Battaglione "Legnano", a Avellino

    -  Scuola delle Trasmissioni, a Roma

  -  Brigata informazioni tattiche, a Anzio
    -  7º Reggimento CIMIC, a Motta di Livenza
    -  9º Reggimento Sicurezza Cibernetica "Rombo", a Roma
    -  13º Reggimento, a Anzio
    -  28º Reggimento "Pavia", a Pesaro
    -  33º Reggimento EW, a Treviso
    -  41º Reggimento "Cordenons", a Sora
    - Centro formazione informazioni tattiche, a Anzio

#### Comando Aviazione dell'Esercito
- Comando Aviazione dell'Esercito, a Viterbo
  -  Brigata aeromobile "Friuli", a Bologna
    -  87º Reparto Comando e Supporti Tattici "Friuli", a Bologna
    -  1º Reggimento AVES "Antares", a Viterbo
      - 11º Gruppo squadroni "Ercole", a Viterbo
      - 28º Gruppo squadroni "Tucano", a Viterbo
      - 51º Gruppo squadroni "Leone", a Viterbo

    -  2º Reggimento AVES "Sirio", a Lamezia Terme
      - 21º Gruppo squadroni "Orsa Maggiore", a Elmas
      - 30º Gruppo squadroni "Pegaso", a Lamezia Terme

    -  3º Reggimento elicotteri per operazioni speciali "Aldebaran", a Viterbo
      - 26º Gruppo squadroni "Giove", a Viterbo

    -  4º Reggimento AVES "Altair", a Bolzano
      - 34º Gruppo squadroni "Toro", a Venaria Reale
      - 54º Gruppo squadroni "Cefeo", a Bolzano

    -  5º Reggimento AVES "Rigel", a Casarsa della Delizia
      - 27º Gruppo squadroni "Mercurio", a Casarsa della Delizia
      - 49º Gruppo squadroni "Capricorno", a Casarsa della Delizia

    -  7º Reggimento AVES "Vega", a Rimini
      - 25º Gruppo squadroni "Cigno", a Rimini
      - 48º Gruppo squadroni "Pavone", a Rimini

    -  66º Reggimento fanteria aeromobile "Trieste", a Forlì

  -  Brigata Sostegno Aviazione dell'Esercito, a Viterbo
    -  1º Reggimento di sostegno AVES "Idra", a Bracciano
    -  2º Reggimento di sostegno AVES "Orione", a Bologna
    -  3º Reggimento di sostegno AVES "Aquila", a Orio al Serio
    -  4º Gruppo Squadroni Sostegno Aviazione dell'Esercito "Scorpione", a Viterbo

  -  Centro addestrativo aviazione dell'Esercito, a Viterbo
    - 1º Gruppo squadroni "Auriga", a Viterbo
    - 2º Gruppo squadroni "Sestante", a Viterbo

### Comando per la Formazione, Specializzazione e Dottrina dell'Esercito
Il Comando per la formazione, specializzazione e dottrina dell'Esercito si trova alla città militare della Cecchignola a Roma. Il comando è così configurato:
- Comando per la formazione, specializzazione e dottrina dell'Esercito, a Roma
  -  Comando per la formazione e Scuola di applicazione, a Torino
    -  Accademia militare, a Modena
      -  Scuola militare "Nunziatella", a Napoli
      -  Scuola militare "Teulié", a Milano

    -  Scuola sottufficiali dell'Esercito, a Viterbo
    - Scuola lingue estere, a Perugia

  -  Scuola di Fanteria, a Cesano di Roma
    -  17º Reggimento addestramento volontari "Acqui", a Capua
    -  85º Reggimento addestramento volontari "Verona", a Montorio Veronese
    -  235º Reggimento addestramento volontari "Piceno", a Ascoli Piceno
    - Museo storico della fanteria, a Roma

  -  Scuola di Cavalleria, a Lecce
  -  Scuola militare di sanità e veterinaria, a Roma
  -  Scuola interforze per la difesa NBC
  - Reggimento di supporto Cecchignola, a Roma
  - Centro di Selezione e Reclutamento Nazionale dell'Esercito
  - Centro Sportivo Olimpico Esercito

### Comando Logistico dell'Esercito
- Comando logistico dell'Esercito, a Roma
  - Comando Trasporti e Materiali, a Roma
    -  Scuola Trasporti e Materiali, a Roma
    - Polo Mantenimento Pesante Nord, a Piacenza
      - 3° Centro Rifornimenti e Mantenimento, a Milano
      - 15° Centro Rifornimenti e Mantenimento, a Padova
      - Sezione Rifornimenti e Mantenimento Treviso

    - Polo Mantenimento Pesante Sud, a Nola
      - 10° Centro Rifornimenti e Mantenimento, a Napoli
      - Sezione Rifornimenti e Mantenimento Cagliari
      - Sezione Rifornimenti e Mantenimento Palermo

    - Polo Mantenimento Armi Leggere, a Terni
    - Polo Mantenimento Mezzi e TLC, Elettronici e Optoelettronici, a Roma
    - Polo Nazionale Rifornimenti Motorizzazione, Genio, Artiglieria e NBC, a Piacenza
    - Parco Mezzi Cingolati e Corazzati, a Lenta
    - Parco Materiali Motorizzazione Genio Artiglieria e NBC, a Peschiera del Garda
    -  8º Reggimento Trasporti "Casilina", a Roma
    -  44º Battaglione Sostegno TLC "Penne", a Roma
    -  184º Battaglione Sostegno TLC "Cansiglio", a Treviso

  -  Comando Supporti Logistici, a Roma
    -  Reggimento gestione aree di transito, a Bellinzago Novarese e Bari
    -  6º Reggimento logistico di supporto generale, a Budrio
    - 1º Reparto di sanità “Torino”, a Torino
    - 3º Reparto di sanità “Milano”, a Bellinzago Novarese
    - 4º Reparto di sanità “Bolzano”, a Roma
    - 10º Reparto di sanità “Napoli”, a Persano

  - Comando Commissariato, a Roma
    -  Scuola di amministrazione e commissariato, a Maddaloni
    - Centro Nazionale Amministrativo Esercito, a Roma
    - Centro Rifornimenti di Commissariato di Verona
    - Centro Rifornimenti di Commissariato di Roma
    - Centro Rifornimenti di Commissariato di Palermo
    - Sezione Rifornimenti di Commissariato di Cagliari

  - Comando Sanità e Veterinaria, a Roma
    - Scuola militare di sanità e veterinaria, a Roma
    - Centro Ospedaliero Militare di Milano
    - Dipartimento Militare di Medicina Legale di Padova
    - Dipartimento Militare di Medicina Legale di Roma
    - Dipartimento Militare di Medicina Legale di Messina
    - Dipartimento Militare di Medicina Legale di Cagliari
    - Centro Militare Veterinario, a Grosseto

  - Comando Tecnico, a Roma
    - Centro Polifunzionale di Sperimentazione
    - Centro Tecnico Logistico Interforze NBC

  - Policlinico Militare di Roma
  - Nucleo Ispettivo Centrale

### NATO Rapid Deployable Corps - Italy
Il Corpo d'armata di reazione rapida/NATO Rapid Deployable Corps - Italy, a NRDC-ITA si trova nella città di Solbiate Olona, a provincia di Varese. È costituito da un comando alimentato con personale multinazionale e da una Brigata di Supporto che inquadra solamente soldati italiani. Inoltre altri reparti sono a disposizione per un rapido intervento. È al comando di un generale di corpo d'armata.
- NATO Rapid Deployable Corps - Italy, a Solbiate Olona
  -  Brigata di supporto
    -  1º Reggimento trasmissioni, a Milano
      -  Battaglione "Spluga"
      -  Battaglione "Sempione"

    -  33º Reggimento di supporto tattico e logistico "Ambrosiano", a Solbiate Olona